# Luitpold-Gruppe
Die Luitpold-Gruppe (LG) war eine Gemeinschaft bildender Künstler, vor allem Maler, die gemäßigt moderne Ziele vertrat und sich vor allem für eine hohe künstlerische Qualität starkmachte. Sie wurde 1897 innerhalb der Münchener Künstlergenossenschaft (MKG) gegründet, spaltete sich aber schon 1901 davon vollständig ab. 1902 erhielt die Künstlervereinigung vom Hauptvorstand der Allgemeinen deutschen Kunstgenossenschaft die Anerkennung als Lokalverein München III. Bereits 1908 verließen einige bekannte Künstler um Carl Marr und Hans von Bartels die Luitpold-Gruppe wieder und gründeten ihrerseits den Künstlerbund Bayern.

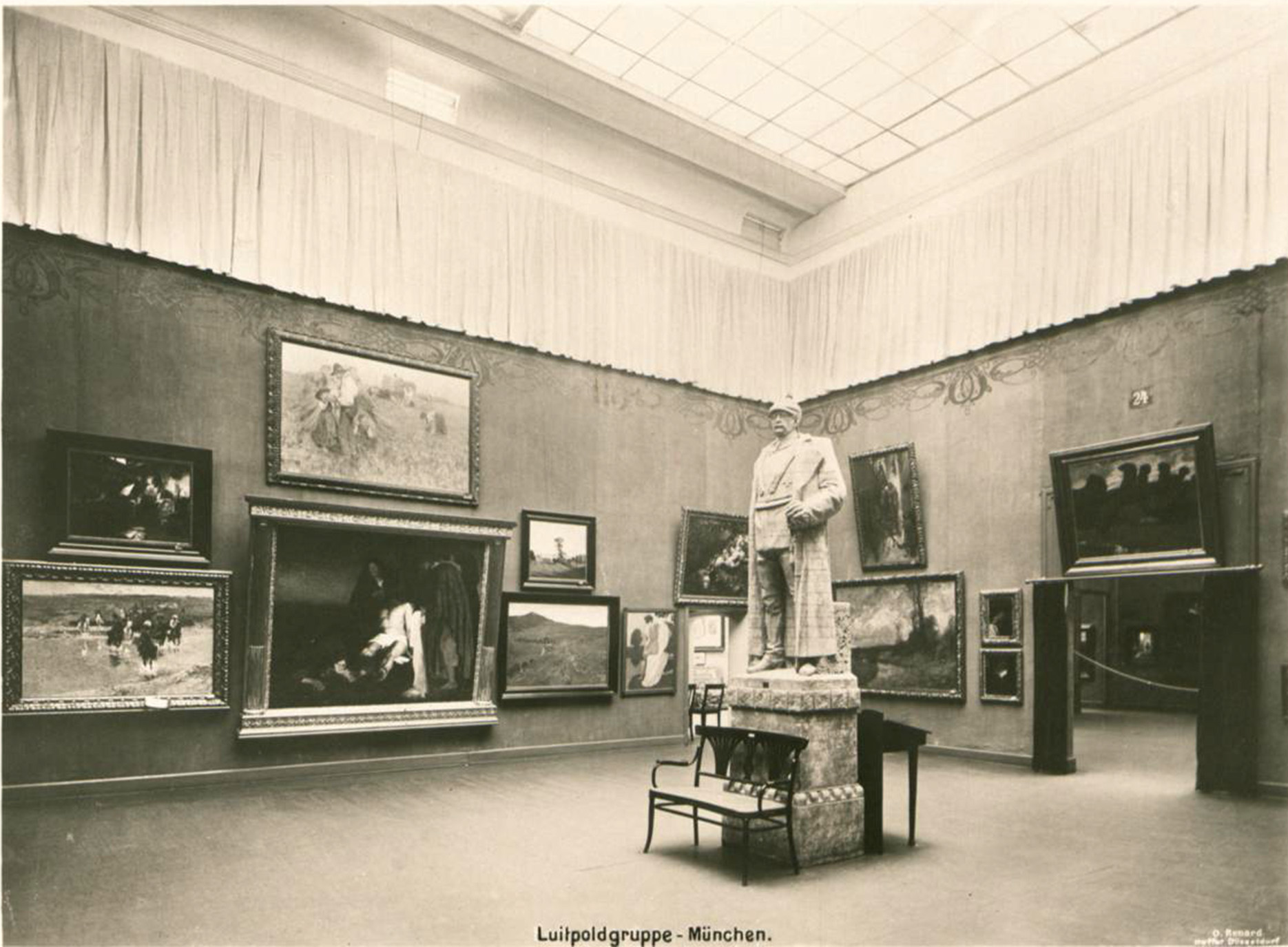
Ausstellungsraum der Luitpold-Gruppe im Kunstpalast Düsseldorf während der Deutsch-Nationalen Kunstausstellung Düsseldorf 1902

Ihr gehörten im 19. und Anfang des 20. Jahrhunderts zahlreiche Künstler an, darunter
Fritz Baer (1850–1919), Hans von Bartels (1856–1913), Carl Blos (1860–1941), Theodor Bohnenberger  (1868–1941), Paul Ehrenberg (1876–1949), Felix Eisengräber (1874–1940), Raoul Frank (1867–1939), Walter Geffcken (1872–1950), Arnold Gerstl (1888–1957), Richard Gutschmidt (1861–1926), Gabriel von Hackl (1861–1926), Edmund Harburger (1846–1906), Adolf Heller (1874–1914), Paul Hey (1867–1952), Franz Xaver Hoch (1869–1916), Johann Daniel Holz (1867–1945), Berta Kaiser (1875–1962), Hans Kamlah (1861–1908), Hugo Kreyssig (1873–1933), Fritz Kunz (1868–1947), Carl Küstner (1861–1934), Wilhelm Löwith (1861–1932), Carl von Marr (1858–1936), Pius Ferdinand Messerschmitt (1858–1915), Henrik Moor (1876–1940), Peter Paul Müller (1853–1930), Ernst Ludwig Plass, Curt Rüger (1867–1930), Philipp Otto Schaefer, Matthäus Schiestl (1869–1939), Georg Schuster-Woldan (1864–1933), Friedrich Adolf Sötebier (1896–1973), Fritz Stattler (1867–1944), Richard Strebel (1861–1940), Fritz Strobentz (1856–1929), Wilhelm Stumpf (1873–1926), Ernst Thallmaier, Walter Thor (1870–1929), Hermann Urban (1866–1946), Hans Völcker (1865–1944), Paul Hermann Wagner (1852–1937), Rudolf Bernhard Willmann, Karl Wolf (1901–1993).